# 日垣隆
日垣 隆（ひがき たかし、1958年7月30日 - ）は、作家、英語学校経営、ギャンブラー、トレーダー、ジャーナリスト。
少年犯罪を扱ったノンフィクションや、時事問題を扱ったコラムなど幅広い著作で知られる。2012年より英語学校の主宰も始めた。

## 経歴
長野県長野市生まれ。東北大学法学部卒業。大学時代は、全日本学生自治会総連合（全学連）の委員長及び、東北大学生活協同組合の学生組織部員も務めた。在学中に結婚（後に離婚）。書店員、トラック配送員、販売員、編集者といった様々な職業を経て、1987年より、作家・取材活動に入る。
徹底的な調査と検証による鋭い筆致が特長で、1993年春から連載が始まった「週刊エコノミスト」（毎日新聞社）の巻頭コラム「敢闘言」（“巻頭言”のもじり）で頭角を現した。時々顔を出す皮肉な物言いが持ち味ともなっている。1999年にはベストセラー『買ってはいけない』の批判本である『「買ってはいけない」は嘘である』を著したほか、朝日新聞のコラム「天声人語」（小池民男による執筆のもの）、産経新聞や正論といった既存のジャーナリズム、さらに評論家の佐高信、石原慎太郎、検察庁、みずほ銀行などを批判、イラク戦争に反対、日本共産党を「偽善者」と批判する一方市田忠義に一定の評価を与えるなど、従来の左右対立図式には当てはまらない立場をとる。
2002年から有料メールマガジン「ガッキィファイター」を発行。公式サイトでは自著で絶版になった本や、メルマガ会員向け講座や対談、未書籍化の小説やコラム、サイト専用の書きおろしの電子書籍を販売。DVD「裁きの果て」や書籍の朗読CD、英語講座DVDなどのオリジナル作品も独自に制作販売している。2010年にはiPhoneアプリ書籍（「裁きの果て」「足利事件――冤罪の構図」など）を出版した。有料メルマガの嚆矢となった。
2006年11月に刊行された「すぐに稼げる文章術」（幻冬舎新書）で盗作騒動が起きた。新潟大学教授（のちに慶応義塾大学教授）の山内志朗による「ぎりぎり合格への論文マニュアル」（平凡社新書、2001年刊）の一節と酷似した内容が掲載されていることが刊行の翌年にインターネット上で指摘され、平凡社が幻冬舎に抗議する事態に発展。問題とされた部分は増刷の際に書き改められた。
盗作騒動の影響か、2007年いっぱいで当時抱えていた連載（「新書一点賭け」（文藝春秋）、「MEDIA WATCH 売文生活日記 どっからでもかかって来い！」（WiLL）、「通といえば販！」（週刊現代）、「敢闘言」（エコノミスト）、「日垣隆のどこへ行くのかニッポン！」（日刊ゲンダイ））がすべて終了となった。
2009年7月より、講談社の雑誌「週刊現代」にて「なんなんだこの空気は メディア考現学」として雑誌への連載を再開したが、2012年7月に再び連載終了。以降、いわゆるマスメディアへはほとんど登場せず、ツイッターやフェイスブックなどのSNSによる情報発信、有料メルマガ、電子書籍による自費出版を盛んに行っている。
2010年に「クレド」と名付けた有料制の会員組織（年会費10万円）を発足。「自立と自由およびそのために資する収入源を複数化かつ増加させ、家族や隣人、友人、その他あなたの助けを必要としている人々を、いつでも最も的確かつノーリスクで助けられる人物になる」ことが会員の任務。年に１度、人数限定で募集し「5年で所得3倍実現へ―「クレド」特別会員―」と謳っていた。すでに解散しているが、オンラインサロンの嚆矢となった。
2015年11月、脳梗塞で倒れるが回復。2016年5月、5年ぶりの新刊『脳梗塞日誌』（大和書房）を上梓。2016年文藝春秋11月号での経済ジャーナリストの財部誠一との対談が久しぶりのメディア登場となった。
2012年春からは断続的にフィリピン・セブ島に短期滞在型語学留学開始。本人によればわずか数ヶ月でTOEIC900点超えを達成したと言い、秋より約3ヶ月で2万円のメーリングリスト形式スパルタ英語学校をスタートさせた。

## 人物・エピソード
- 1973年7月23日、日垣が中学3年生のときに同じ学校に通う中学1年生の弟（当時13歳）が死亡した[7]。信濃毎日新聞は、同中学校の1年生約220人が集団登山に出かけた際、宿泊先の旅館のわきにある深さ4メートルの除雪溝に転落し、頭の骨を折ったと報じた[7]。
  - 事故後、旅館側は安全管理のミスを認め、日垣の両親に650万円を支払った[8]。
- この事故に関して、日垣の両親は中学校の設置主体である長野市を被告として長野地方裁判所に対し、損害賠償請求の訴えを提起した。「学校事故の補償制度が不備な現状や、こうした事故に対する責任を回避しようとする態度をとっていた当時の教職員や市側に対する "告発" の意味を含め」[9]て、学校側の指導・監督責任を追及した[9]。
  - 1977年1月21日、長野地裁は原告の請求を概ね認め、長野市に約680万円の支払いを命じる判決を言い渡した[9]。双方からの控訴がなかったため、裁判は一審で確定した[8]。
- 日垣自身、この出来事について自著で度々言及し、神戸高塚高校校門圧死事件を扱ったルポルタージュ[10]や、週刊誌のエッセイ[11]などで、「学校事故」と書いていた。
  - しかし、その後、少年犯罪を取り上げたルポルタージュ[12]などでは、「弟が同級生に殺された」との発言を行うようになる。
- 2002年および2009年、「意見広告7人の会」呼びかけ人として、北朝鮮による日本人拉致問題解決を求める意見広告をニューヨーク・タイムズに掲載する運動を行った（残りの6人は有田芳生、勝谷誠彦、加藤哲郎、重村智計、高世仁、湯川れい子）。
- 批判の舌鋒が鋭く、しばしば他人と「喧嘩」を行い、それを売りにもしていた（著書『どっからでもかかって来い!』など）ため、敵が多い。
- ビジネス感覚に優れており、電子書籍の自費出版、有料メルマガの発行、オンラインサロンの開設、フィリピン英語学校の斡旋などをかなり早い段階で手掛けている。そのマーケティング手法には「電子書籍を日本一売った」「世界初＆日本初の有料メルマガ」「5年で所得3倍」「数ヶ月でTOEIC900点超え」など煽るような広告宣伝が多かった。
- 「拉致された家族や親族を近くて見てきて、この人たちは拉致がなければ何の注目もなかった人たち」と拉致問題について主張している[13]。

## 受賞歴
- 1999年、『「買ってはいけない」は嘘である」』で第61回文藝春秋読者賞受賞
- 2004年、『そして殺人者は野に放たれる』で第3回新潮ドキュメント賞受賞

## 著作
- 『されど、我が祖国　中国残留帰国者物語』（信濃毎日新聞社、1988年）
- 『信州教育解体新書』（信濃毎日新聞社、1991年）
- 『＜ルポ＞高校って何だ』（岩波書店、1993年）
- 『「松代大本営」の真実　隠された巨大地下壕』（講談社現代新書、1994年）
- 『＜検証＞大学の冒険』（岩波書店、1995年）
- 『学問のヒント　「知」の最前線がわかる本』（講談社現代新書、1997年）
- 『情報の技術　インターネットを越えて』（朝日新聞社、1997年／文春文庫、2001年－改題『情報系　これがニュースだ』）
- 『ご就職　大倒産時代を生きる知恵』（郷土出版、1998年）
- 『子供が大事!』（信濃毎日新聞社、1998年）
- 『敢闘言　さらば偽善者たち』（太田出版、1999年／文春文庫、2002年）
- 『少年リンチ殺人　「ムカついたから、やっただけ」』（講談社、1999年）のち新潮文庫
- 『「買ってはいけない」は嘘である』（文藝春秋、1999年）
- 『「学校へ行く」とはどういうことなのだろうか』（北大路書房、1999年）
- 『サイエンス・サイトーク』（同名ラジオ番組での科学者との対談集）
  - 愛は科学で解けるのか』（新潮OH!文庫、2000年）
  - ウソの科学 騙しの技術（新潮OH!文庫、2000年）
  - いのちを守る安全学（新潮OH!文庫、2001年）
  - 天才のヒラメキを見つけた！（ワック出版、2006年）
  - 頭は必ず良くなる（ワック出版、2006年）
  - 方向音痴の研究（ワック出版、2007年）
  - 常識はウソばかり（ワック出版、2007年）
- 『偽善系　やつらはヘンだ!』（文藝春秋、2000年／文春文庫、2003年）
- 『偽善系II　正義の味方にご用心!』（文藝春秋、2001年／文春文庫、2003年）
- 『情報系これがニュースだ』文藝春秋、2001　「情報への作法」講談社＋α文庫　2011
- 『何でも買って野郎日誌』（角川書店、2001年）
- 『それは違う!』（文春文庫、2001年－『「買ってはいけない」は嘘である』に加筆改題し文庫化）
- 『エースを出せ! —脱「言論の不自由」宣言』（文藝春秋、2002年／文庫、2004年）
- 『情報の「目利き」になる!―メディアリテラシーを高めるQ&A』（ちくま新書、2002年）
- 『裁判官に気をつけろ!』（角川書店、2003年）のち文春文庫
- 『そして殺人者は野に放たれる』（新潮社、2004年／新潮文庫、2006年）
- 『日本につける薬』（実業之日本社、2004年）
- 『現代日本の問題集』（講談社現代新書、2004年）
- 『世間のウソ』（新潮新書、2004年）
- 『売文生活』（ちくま新書、2005年）
- 『急がば疑え』(日本実業出版社、2006年）
- 『いい加減にしろよ（笑）』（文藝春秋、2006年）のち文春文庫
- 『使えるレファ本150選』（ちくま新書、2006年）
- 『どっからでもかかって来い!　売文生活日記』（ワック出版、2006年）
- 『刺さる言葉―目からウロコの人生論』（角川Oneテーマ21、2006年）
- 『知的ストレッチ入門-すいすい読める書けるアイデアが出る』(大和書房、2006年）のち新潮文庫
- 『個人的な愛国心』(角川書店、2006年）のち角川oneテーマ21
- 『父親のすすめ』文春新書、2006
- 『すぐに稼げる文章術』幻冬舎新書 2006
- 『学校がアホらしいキミへ』大和書房、2008
- 『部下の仕事はなぜ遅いのか』三笠書房、2008
- 『通販な生活 一生を1ギガで終えないための買い物学』講談社、2008
- 『ラクをしないと成果は出ない』大和書房、2008　のち文庫
- 『世界一利益に直結する「ウラ」経営学』岡本吏郎共著 アスコム 2008 「楽しく稼ぐ本」だいわ文庫
- 『定説だってウソだらけ』ワック (Wac bunko)  2008
- 『「無駄な抵抗はよせ」はよせ』ワック(Wac bunko) 2009
- 『〈北朝鮮〉はなぜ嫌われるのか』大和書房 2009
- 『勝間和代現象を読み解く』大和書房 2009
- 『秘密とウソと報道』幻冬舎新書 2009
- 『怒りは正しく晴らすと疲れるけれど』ワック 2009
- 『折れそうな心の鍛え方』幻冬舎新書　2009
- 『戦場取材では食えなかったけれど』（編著）幻冬舎新書 2009
- 『ダダ漏れ民主主義　メディア強者になる！』講談社 2010
- 『手作り弁当を食べてる場合ですよ 格差社会を生き抜く処方箋』角川ワンテーマ21、2010
- 『こう考えれば、うまくいく。 心もリッチになる働き方』文藝春秋、2010
- 『電子書籍を日本一売ってみたけれど、やっぱり紙の本が好き。』講談社 2011
- 『つながる読書術』講談社現代新書 2011
- 『脳梗塞日誌』大和書房 2016

### 英語版電子書籍
- The Penis of The Louvre - A phallic study in the Louvre（日本語版「魔羅（おちんちん）の肖像―ルーヴル美術館を笑ふ―」） 2010

### 仏語版電子書籍
- LE PORTRAIT DE MARA　2010

## 出演番組
- Science Xitalk （TBSラジオ、1999年10月 - 2010年3月）
- ウォッチ! （TBSテレビ、2003年4月 - 2004年3月）
- トゥデイ （TBS、2002年3月 - 2004年3月）